# Zwinglipasshütte
Die Zwinglipasshütte ist eine Hütte der SAC Sektion Toggenburg in der Nähe des Zwinglipasses am Fuss des Altmann.

## Geschichte
1968 wurde mit den Bauarbeiten an der Hütte auf dem Grundstück begonnen, das 1966 von der Alpkorporation gekauft worden war.
Bei der Hütteneinweihung 1970, die zugleich die 100-Jahr-Feier der Sektion Toggenburg war, wurden 380 Gäste verpflegt. Die elektrische Stromversorgung aus einer 200-Watt-Solaranlage für Küche, Keller und Winterraum wurde 1983 erbaut. Die erste Hüttenerweiterung wurde 1991 begonnen, wobei die neue Terrasse noch im selben Jahr fertiggestellt wurde. 
2013 wurde auf der Hütte die Halbpension eingeführt, mit Produkten die auf der Hütte eingelagert werden können (kein Frischfleisch, kein frisches Gemüse). 2016 wurde ein Baukredit über 1’330’000 CHF auf der Hauptversammlung beschlossen, mit diesem 2017 die Bauarbeiten beginnen konnten. Die Anfahrt der Bagger zur Baustelle ging zwei Tage über wegloses Gelände. Trotz eines Brandes beim Kamindurchbruch am 2. September 2017 konnten die Bauarbeiten am 16. November 2017 abgeschlossen werden.

## «Hötteträgete»
Die Hütte wird über Träger versorgt, so kamen 2018 rund 200 freiwillige Träger zum Einsatz, um sechs Tonnen Material für die folgende Saison auf die Hütte zu bringen.

## Touren
- Alp Tesel
- Altmann (Kletterei II. Grad)
- Wildhuser Schafberg[4]

## Zustiege
- von Wildhaus
- Vom Säntis über Lisengrat, Rotsteinpass, Fliswand (anspruchsvoll)
- von Wasserauen über Bollenwees
- von Wasserauen über Marwees, Wideralpsattel, Rotsteinpass[5]

## Karten
- Schweizer Online-Topo auf map.geo.admin.ch
- Swisstopo LK 50 Nr. 227 Appenzell ISBN 978-3-302-00227-9[6]